# Biberstein
Biberstein est une commune suisse du canton d'Argovie, située dans le district d'Aarau.

Vue aérienne (1954)

## Histoire
Biberstein fait partie de la seigneurie du même nom jusqu'en 1335. La seigneurie devient une commanderie des chevaliers de Saint-Jean. Berne occupe la commanderie dès 1527 et la transforme en bailliage.

## Population
Biberstein compte 1 624 habitants au 31 décembre 2022 pour une densité de population de 395 hab/km2. Sur la période 2010-2019, sa population a augmenté de 13,4 % (canton : 12,2 % ; Suisse : 9,4 %).  